# Roselyn Sánchez
Roselyn Sánchez, nome completo Roselyn Milagros Sánchez Rodríguez (San Juan, 2 aprile 1973) è un'attrice e modella portoricana, principalmente nota per il ruolo di Carmen Luna nella serie Devious Maids - Panni sporchi a Beverly Hills e di Elena Delgado in Senza traccia.

## Biografia

### Carriera
Abbandonati gli studi di marketing all'Università di Porto Rico, si dedica alla recitazione, esordendo sul grande schermo nel 1992 nel film Captain Ron, al fianco di Kurt Russell.
Tra i suoi altri film Boat Trip, al fianco di Cuba Gooding Jr.. Ha inoltre lavorato al fianco di attori come Dwayne Johnson, Jackie Chan, Chris Tucker, John Travolta, Samuel L. Jackson, Justin Timberlake, Kevin Spacey e Morgan Freeman. In televisione è protagonista del telefilm Senza traccia nel ruolo di Elena Delgado; ha inoltre partecipato a 23 episodi della soap opera Così gira il mondo ed è apparsa come guest star nei telefilm In-Laws e Kojak (nuova serie, trasmessa negli Stati Uniti d'America dal 2005).
È stata, inoltre, Miss Porto Rico Petite nel 1993 e 1994.
Nel 2003 ha inciso l'album Borinqueña.
Dal 2013 interpreta Carmen Luna, una delle protagoniste, nella serie Devious Maids - Panni sporchi a Beverly Hills, prodotta da Eva Longoria e ideata da Marc Cherry, già creatore di Desperate Housewives, a cui Roselyn ha preso parte nell'ultimo episodio. Anche qui si chiamava Carmen, e, inizialmente, il suo personaggio avrebbe dovuto essere lo stesso in entrambe le serie, ma successivamente, quando Devious Maids è stata ordinata da Lifetime e non dalla ABC, le cose sono cambiate, e il cognome del personaggio è stato cambiato da Verde a Luna.
Nel 2013 appare nel video Loco di Enrique Iglesias.

### Vita privata
Divorziata dall'attore Gary Stretch (sposato nel 1998) dal 2001, si è risposata il 29 novembre 2008 con l'attore Eric Winter, con cui ha avuto una figlia nel 2012 e un figlio nel 2017.

## Filmografia

### Cinema
- Finché dura siamo a galla (Captain Ron), regia di Thom Eberhardt (1992)
- Uno spostato sotto tiro (Held Up), regia di Steve Rash (1999)
- Colpo grosso al drago rosso - Rush Hour 2 (Rush Hour 2), regia di Brett Ratner (2001)
- Boat Trip, regia di Mort Nathan (2002)
- Nightstalker, regia di Chris Fisher  (2002)
- Basic, regia di John McTiernan (2003)
- Chasing Papi, regia di Linda Mendoza (2003)
- Larceny, regia di Irving Schwartz (2004)
- Edison City, regia di David J. Burke (2005)
- State Property 2, regia di Damon Dash (2005)
- Detective a due ruote (Underclassman), regia di Marcos Siega (2005)
- Cayo, regia di Vicente Juarbe (2005)
- Shooting Gallery, regia di Keoni Waxman (2005)
- Yellow, regia di Alfredo De Villa (2006)
- Cambio di gioco (The Game Plan), regia di Andy Fickman (2007)
- Venus & Vegas, regia di Demian Lichtenstein (2010)
- Act of Valor, regia di Mike McCoy e Scott Waugh (2012)
- Traffik - In trappola (Traffik), regia di Deon Taylor (2018)

### Televisione
- Così gira il mondo (As the World Turns) – serie TV, 53 episodi (1996-1997)
- Saranno famosi a Los Angeles (Fame L.A.) – serie TV, 21 episodi (1997-1998)
- Ryan Caulfield: Year One – serie TV (1999)
- Nash Bridges – serie TV, 2 episodi (2000)
- Miss Miami, regia di Stephen Surjik – film TV (2002)
- La famiglia Pellet (In-Laws) – serie TV, 1 episodio (2002)
- The Drew Carey Show – serie TV, 1 episodio (2002)
- Dragnet – serie TV, 3 episodi (2003-2004)
- Kojak – serie TV, 6 episodi (2005)
- Senza traccia (Without a Trace) – serie TV, 88 episodi (2005-2009)
- Royal Pains – serie TV, episodio 1x07 (2009)
- Rizzoli & Isles – serie TV, episodio 2x11 (2011)
- Desperate Housewives – serie TV, episodio 8x23 (2012)
- Newsreaders – serie TV, un episodio (2013)
- Devious Maids - Panni sporchi a Beverly Hills (Devious Maids) – serie TV, 49 episodi (2013-2016) – Carmen Luna
- Familia en venta – serie TV, 13 episodi (2014)
- Hot & Bothered – serie TV, episodio 1x06 (2016)
- Death of a Vegas Showgirl, regia di Penelope Buitenhuis – film TV (2016)
- Il gusto dell'estate, regia di Peter DeLuise – film TV (2019)
- Grand Hotel – serie TV, 13 episodi (2019)
- The Rookie – serie TV, episodio 2x16 (2020)
- Fantasy Island – serie TV, 23 episodi (2021-2023)

## Doppiatrici italiane
Nelle versioni in italiano delle opere in cui ha recitato, Roselyn Sánchez è stata doppiata da:
- Stella Musy in Cambio di gioco, Devious Maids - Panni sporchi a Beverly Hills, Grand Hotel, Fantasy Island, Il gusto dell'estate
- Rossella Acerbo in Colpo grosso al drago rosso - Rush Hour 2, Yellow
- Francesca Fiorentini in Detective a due ruote, Kojak
- Ilaria Latini in Basic, Act of Valor
- Georgia Lepore in Saranno famosi a Los Angeles
- Gilberta Crispino in Senza traccia
- Lorella De Luca in Chasing Papi
- Laura Latini in Boat Trip
- Laura Romano in Edison City
- Micaela Incitti in Desperate Housewives